# Волчки (Псковская область)
Волчки́ — деревня в Великолукском районе Псковской области России. Входит в состав Переслегинской волости.

## География
Расположена на северо-западе района, в 5 км к западу от райцентра Великие Луки и в 3 км к югу от волостного центра Переслегино.

## Население
| 2001 | 2002 | 2010 |
| ---- | ---- | ---- |
| 47   | ↗50  | ↗51  |

Численность населения деревни по состоянию на начало 2001 года составила 47 жителей.